# Idiataphe
Genre
Idiataphe est un genre dans la famille des Libellulidae appartenant au sous-ordre des anisoptères dans l'ordre des odonates. Il comprend quatre espèces. On les retrouve dans le Nord-Est de l'Argentine, au Brésil et des Antilles jusqu'en Floride .

## Espèces du genreIdiataphe
- Idiataphe amazonica  (Kirby, 1889)
- Idiataphe batesi (Ris, 1913)
- Idiataphe cubensis (Scudder, 1866)
- Idiataphe longipes (Hagen, 1861)